# Jumbo S.A.
Jumbo S.A. (греч. Jumbo Α.Ε.E.) — греческая компания, специализирующаяся на производстве и розничной торговле детскими игрушками, детскими товарами, включая детскую одежду, канцелярскими товарами, сезонными продуктами и предметами домашнего обихода.
Первый магазин компании Jumbo S.A. был открыт в 1986 году в Глифаде и занимался продажей исключительно детских игрушек и консольных игр. В 1998 году компания вышла на международный уровень, открыв магазин на Кипре, а в 2005 году открыла свой первый магазин в Болгарии. К 2006 году только на территории Греции у компании Jumbo S.A. было 40 собственных розничных магазинов. В начале 2000-х годов компания изменила ассортимент своих магазинов в сторону повседневных товаров для всей семьи.
В 2015 году компания насчитывала 52 магазина в Греции и являлась крупнейшим в стране розничным дистрибьютором игрушек, также у неё было 24 зарубежных магазина в 5 странах. По состоянию на конец 2024 года имеется 55 магазинов в Греции и 37 магазинов за рубежом.

## Международная сеть
Сеть магазинов по состоянию на конец 2024 года:
| Страна   | Количество магазинов |
| -------- | -------------------- |
| Греция   | 55                   |
| Румыния  | 20                   |
| Болгария | 11                   |
| Кипр     | 6                    |